# José Bokung
José Bokung est un footballeur footballeur équatoguinéen né le 31 décembre 1987 à Ebebiyín. Il évolue au poste de défenseur avec le Deportivo Mongomo.

## Carrière
- 2006-2008 : Renacimiento FC ( Guinée équatoriale)
- 2009-201. : Deportivo Mongomo ( Guinée équatoriale)[1]

## Palmarès
- Championnat de Guinée équatoriale de football : 2007